# George Wald
George Wald, ameriški biokemik in akademik, nobelovec, * 18. november 1906, New York, Združene države Amerike, † 12. april 1997, Cambridge, Massachusetts, ZDA.
Wald je znan predvsem po raziskavah vidnih pigmentov v očesni mrežnici. On, Ragnar Granit in Haldan Keffer Hartline so leta 1967 prejeli Nobelovo nagrado za fiziologijo ali medicino za svoja odkritja na področju osnovnih kemičnih in fizioloških procesov, udeleženih pri vidu.

## Življenje in delo
Rodil se je kot sin imigrantov judovskega rodu v New Yorku in odraščal v Brooklynu, kjer je obiskoval tehniško gimnazijo in deloval v amaterski gledališki skupini. Slednje ga je spodbudilo da je vpisal študij prava na Univerzi v New Yorku, ki pa ga ni prevzel, zato se je prepisal na medicino in diplomiral leta 1927. Takrat je njegovo pozornost pritegnila biologija, zato je vpisal podiplomski študij zoologije na Univerzi Columbia. Tu je postal njegov mentor Selig Hecht, ki se je ukvarjal z zgodnjimi analizami fotokemičnih procesov, udeleženih pri vidu. Wald se je v njegovem laboratoriju ukvarjal z raziskavami zmogljivosti vida in adaptacije na temo ter na to temo doktoriral leta 1932.
Štipendija Nacionalnega raziskovalnega sveta (National research council) mu je omogočila podoktorsko usposabljanje v Nemčiji, kjer je delal v laboratorijih nekaterih od najuglednejših biokemikov tistega časa. Raziskovalni obisk je pričel v skupini nobelovca Otta Warburga v Berlinu. Tu je ugotovil, da je vidni pigment rodopsin po svojih lastnostih karotenoid, ki je po ekstrakciji in kemični pretvorbi izkazoval enake absorpcijske lastnosti kot vitamin A. Takrat je bilo znano, da pomanjkanje vitamina A pri človeku med drugim povzroča motnje vida, neposredna povezava pa je ostala neznanka. Zato je Wald na Warburgov predlog odšel v Zürich h Paulu Karrerju, ki je tik pred tem razvozlal kemijsko zgradbo vitamina A in karotena beta. Dokazala sta, da mrežnice vseh preučevanih živali vsebujejo vitamin A. Zadnja postaja je bil Meyerhofov laboratorij v Heidelbergu, vendar je postala Nemčija med njegovo odsotnostjo nevaren kraj za Jude zaradi Hitlerjevega vzpona na oblast. Waldu je tako Nacionalni raziskovalni svet naročil, naj v roku nekaj mesecev zapusti državo. Ravno tisto poletje pa mu je po srečnem naključju uspel preboj - dobil je večje število žab, ki jim je ekstrahiral vidne pigmente in prvič opisal fotokemični cikel: snov, ki se ob izpostavitvi svetlobi odcepi od rodopsina (imenoval jo je retinen) in pretvori v vitamin A, v temi pa poteka obraten proces in regeneracija rodopsina.
Wald se je vrnil v ZDA in naslednje leto deloval na oddelku za fiziologijo Univerze v Chicagu, nato pa je dobil mesto tutorja biokemije na Univerzi Harvard, kjer je ostal do konca svoje kariere. Delo je prekinila druga svetovna vojna, med katero se je ukvarjal z nujnejšimi, vojaško uporabnimi raziskavami lastnosti vida, kot so občutljivost na infrardeče valovanje in optične lastnosti očesne leče pri človeku. Leta 1944 je napredoval v izrednega in leta 1948 še v rednega profesorja na Harvardu. V teh letih je preverjal ugotovitve o fotokemičnem ciklu na drugih vrstah živali, med drugim na ribah v Oceanografskem inštitutu Woods Hole, kamor je hodil vsako poletje raziskovat in predavat. Ugotovil je, da se vidni pigmenti sladkovodnih in morskih rib razlikujejo, lososi, ki se izvalijo v sladki vodi in odrastejo v morski, pa ob preobrazbi menjajo tip pigmenta. To ga je napeljalo na razmišljanje o biokemični evoluciji.
Potem se je preusmeril na pigmente v čepnicah in ugotovil, da se pigmenti z občutljivostjo na različne valovne dolžine razlikujejo po retinenski komponenti. Retinen so takrat preimenovali v retinal, vitamin A pa v retinol. Waldova skupina je v sodelovanju z drugimi biokemiki razvozlala celoten cikel kemijskih pretvorb retinola (izkazalo se je, da je retinal samo aldehid retinola). V sklopu te zgodbe so odkrili tudi prvo biološko vlogo izomerizacije, ko so pokazali, da se cis- in trans- izomera razlikujeta po svetlobni občutljivosti in kasneje še, da je izomerizacija pravzaprav tisto, kar se zgodi s pigmentom ob izpostavitvi svetlobi. Wald je v članku predlagal tudi mehanizem, s katerim pride preko izomerizacije na koncu do vzdraženja fotoreceptorjev, vendar so kaskado reakcij, odgovorno za to, uspešno razvozlali šele desetletje po njegovi upokojitvi drugi raziskovalci.
Poleg raziskovalnega dela se je Wald proslavil tudi s pedagoškim; v članku v reviji Time je bil leta 1966 označen za enega od desetih najboljših učiteljev v državi. Ob številnih priznanjih, ki jih je prejemal od 50. let dalje, je postal tudi javno prepoznaven in se je pričel javno izrekati o različnih političnih vprašanjih. Med drugim je aktivno nasprotoval vietnamski vojni (med enim od protestov v Washingtonu je bil tudi aretiran), jedrskem oboroževanju in razmahu oboroževanja nasploh med hladno vojno. Leta 1931 se je poročil s Frances Kingsley in imel z njo dva otroka. Z drugo ženo, Ruth Hubbard, se je poročil leta 1958 in imel še z njo dva otroka.

## Priznanja

### Nagrade
Za svoja odkritja na področju biokemičnih procesov, udeleženih pri vidu, je prejel številna priznanja. Že leta 1939 je prejel nagrado Eli Lily Ameriškega kemijskega društva, v 1950. letih pa so se nagrade kar vrstile. Prejel je Laskerjevo nagrado za temeljne medicinske raziskave (1953), Proctorjevo medaljo Združenja za raziskave v oftalmologiji (1955) in Rumfordovo nagrado Ameriške akademije umetnosti in znanosti (1959). Leta 1967 si je z Ragnarjem Granitom in s Haldanom Hartlineom razdelil Nobelovo nagrado za fiziologijo ali medicino »za njihova odkritja na področju osnovnih kemičnih in fizioloških procesov, udeleženih pri vidu«.
Poleg tega je bil sprejet za člana Nacionalne akademije znanosti ZDA in Ameriške akademije umetnosti in znanosti, prejel pa je tudi častne doktorate več univerz, med njimi Univerze v Bernu, Univerze v New Yorku in Univerze Yale.